# Улица Горчакова (станция метро, Бутовская линия)
«У́лица Горчако́ва» — станция Московского метрополитена, расположена на Бутовской линии метро между станциями «Бульвар Адмирала Ушакова» и «Бунинская аллея». Открыта 27 декабря 2003 года составе участка «Улица Старокачаловская» — «Бунинская аллея». Названа по одноимённой улице, носящей имя дипломата А. М. Горчакова.

## История
Станция открыта 27 декабря 2003 года в составе участка «Улица Старокачаловская» — «Бунинская аллея», после ввода в эксплуатацию которого в Московском метрополитене стало 170 станций.

## Характеристика
Конструкция станции — надземная с островной платформой, сооружена на эстакаде, типовой проект. Длина платформы составляет 90 м, ширина платформы — 7 м. Станция расположена на высоте 9,6 метров над уровнем земли.
На станции один вестибюль (восточный). В западном торце платформы смонтирован лифт для спуска и подъёма инвалидных колясок. Платформа закрыта от осадков металлическим навесом, который поддерживается рядом парных опор по оси станции. Пути с внешних сторон закрывает противошумовой экран.

## Галерея

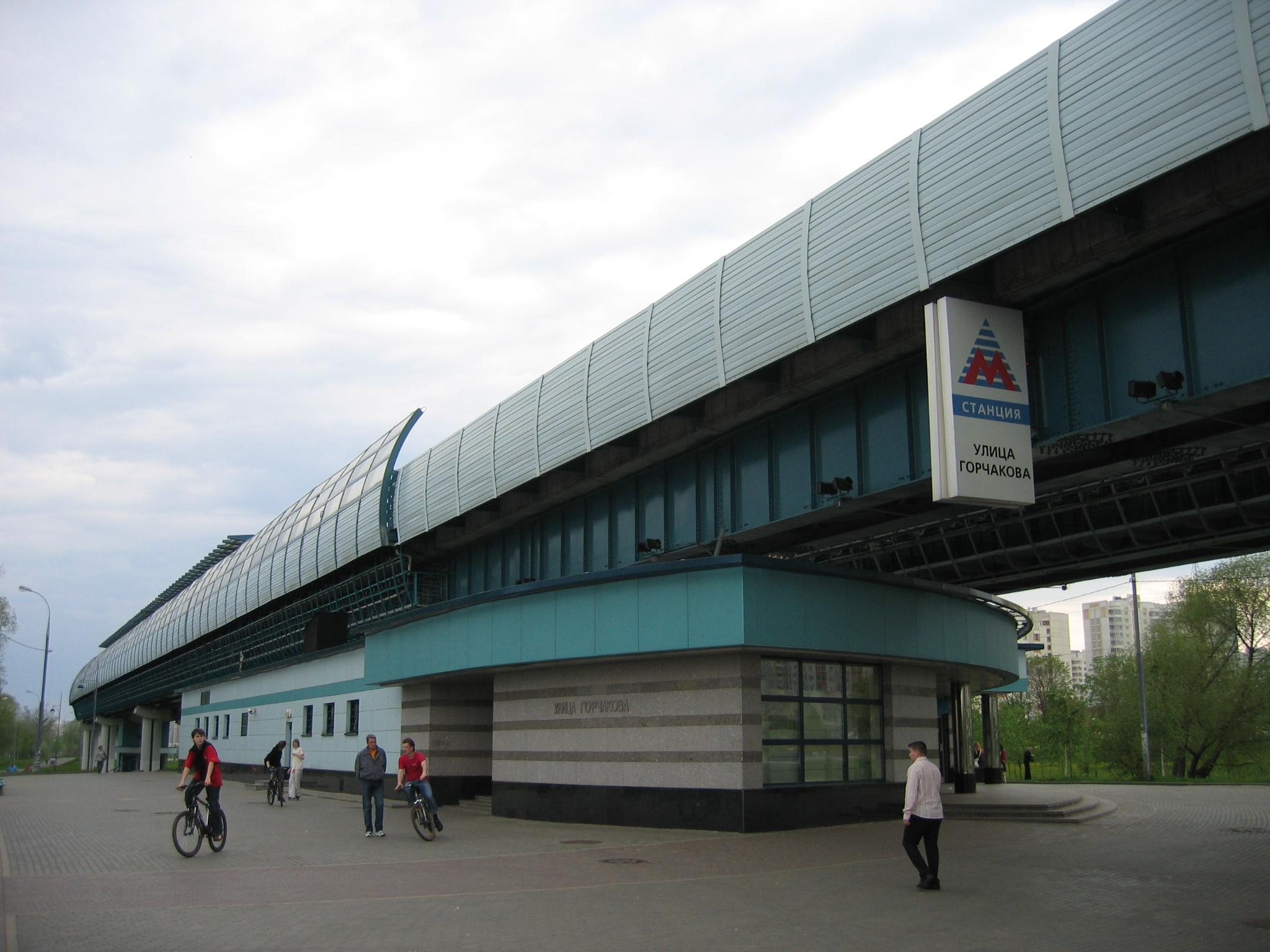
Общий вид станции
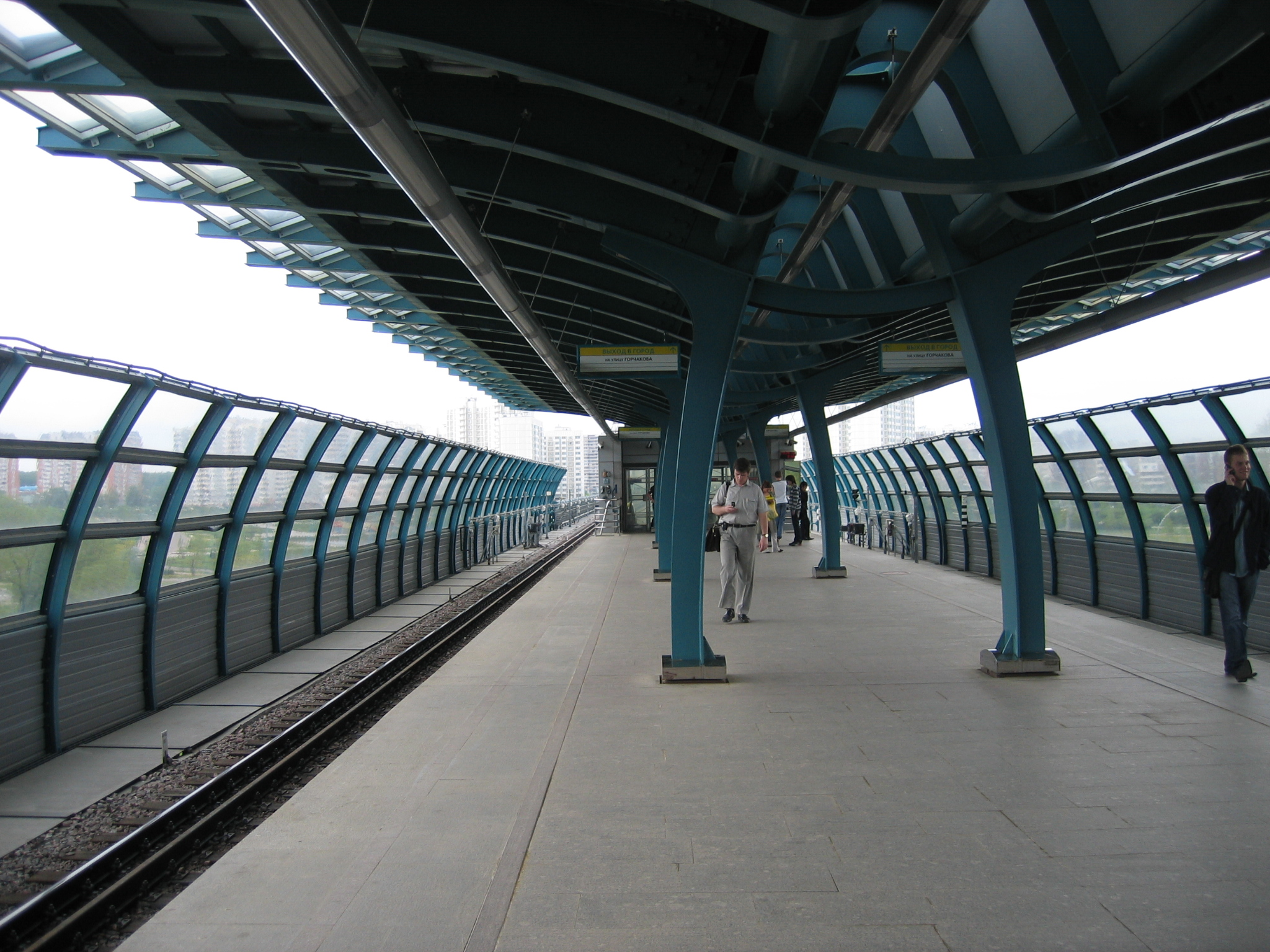
Посадочная платформа
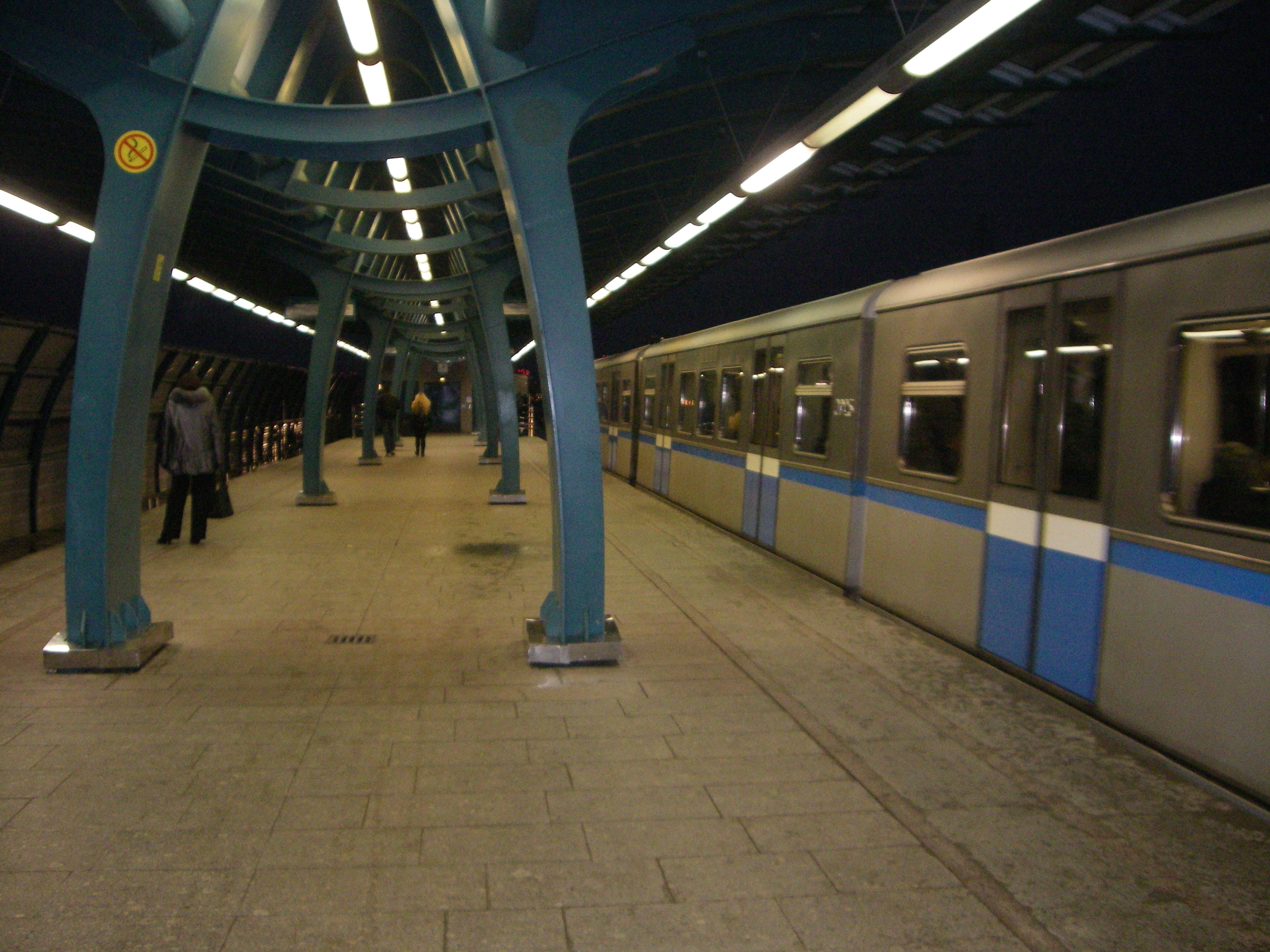
Поезд на станции
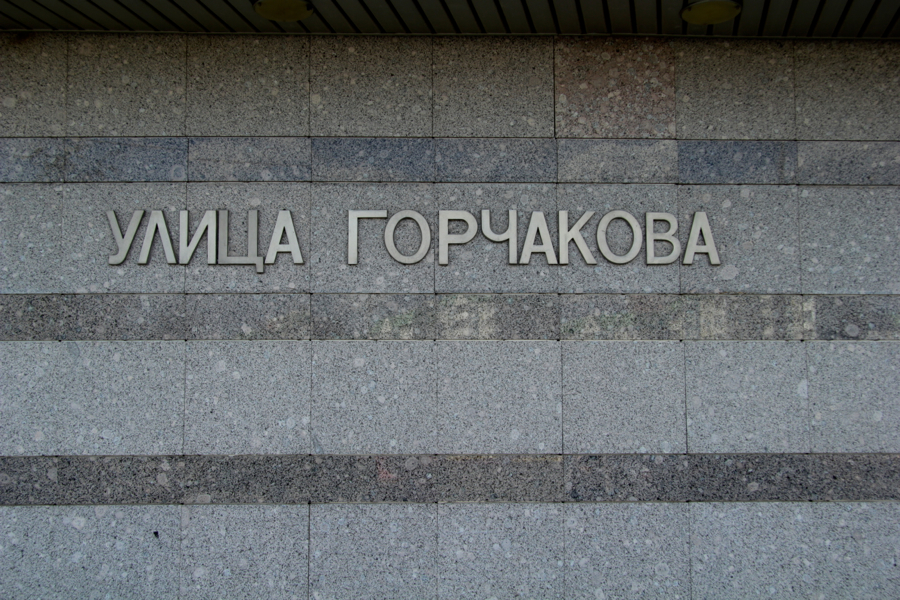
Название станции на стене вестибюля

## Наземный общественный транспорт

### Городской
На этой станции можно пересесть на следующие маршруты городского пассажирского транспорта:
- Автобусы: 146, 902, с953

### Областной
- 441:  Улица Горчакова — Каракашево — Городище

## Станция в цифрах
- Таблица времени прохождения первого поезда через станцию[2]:

| По чётным числам                             | Будние дни | Выходные дни |
| По нечётным числам                           | Будние дни | Выходные дни |
| В сторону станции «Бульвар адмирала Ушакова» | 05:59      | 06:01        |
| В сторону станции «Бульвар адмирала Ушакова» | 05:59      | 06:01        |
| В сторону станции «Бунинская аллея»          | 05:51      | 05:51        |
| В сторону станции «Бунинская аллея»          | 05:51      | 05:51        |